# دان عثمان
دان عثمان (بالإنجليزية: Dan Osman)‏ هو متسلق صخور ‏ أمريكي، ولد في 11 فبراير 1963 في الولايات المتحدة، وتوفي في 23 نوفمبر 1998 في منتزه يوسيميتي الوطني في الولايات المتحدة.